# Delia Grigore
Delia Grigore (ur. 7 lutego 1972 w Galați) – rumuńska pisarka, filolog, działaczką na rzecz praw Romów.

## Życiorys
Rodzice Deli w czasach komunistycznych zdobyli wykształcenie i chcieli, aby córka się uczyła. Delia w liceum nie przyznawała się do romskiego pochodzenia, a ponieważ mieszkała w dzielnicy żydowskiej, część jej znajomych uważała ja za Żydówkę. Po ukończeniu szkoły średniej ukończyła kurs sanskrytu, cywilizacji i kultury Indii na Uniwersytecie Bukaresztańskim. W 1991 roku rozpoczęła studia na kierunku filologia rumuńska i angielska na Wydziale Filologicznym Uniwersytetu Bukaresztańskiego. Ukończyła również studia na kierunku etnologia w Instytucie Etnografii i Folkloru (Institutul de Etnografie si Folclor) i za pracę Zwyczaje rodzinne tradycyjnej kultury romańskiej z koczowniczym wzorcem tożsamości w południowo-wschodniej Rumunii uzyskała stopień doktora nauk humanistycznych. Pracuje na Wydziale Języków Obcych i Literatury na Uniwersytecie Bukaresztańskim. Jako prezes od 2004 roku Stowarzyszenia ȘATRA / ASTRA – Amare Rromentza zajmuje się obroną praw Romów. W 2007 roku na jej wniosek Rumunia zaprotestowała przeciwko decyzji o deportacji z Włoch nielegalnych romskich imigrantów (po brutalnym morderstwie dokonanym przez jednego z nich). Policja mogła ich deportować bez decyzji sądu.

## Twórczość
W 2010 roku 10 jej wierszy zostało wydanych w antologii Babel.ro. Tineri poeţi minoritari.
Jako naukowiec publikuje prace na temat kultury i tradycji społeczności Romskiej. Wśród nich znalazły się między innymi: iklioven i Rromani chib – Ghid de limbă și cultură rromani (2000), Rromanipen-ul (rromani dharma) și mistica familiei (2001), Introducere în studiul culturii tradiționale rromani – Curs de antropologie rromani (2001), Rromii și cultura populară română. Patrin thai iag W: Rromii: tipuri și arhetipuri identitare (2002), Istoria și tradițiile minorității rromani (2005) współautorzy Peter Petcuț i Mariana Sandu, A Pattern of Thinking Romani Poetry W: Perspectives on Contemporary East European Literature: Beyond National and Regional Frames Slavic Eurasian Studies Nr 30 2016.